# Auguste de Brettes-Thurin
Auguste, comte de Brettes-Thurin, né le 24 août 1829 à Toulouse et mort le 8 juin 1916 à Lherm, est un homme politique français.

## Biographie
Un des plus riches propriétaires de son département et légitimiste influent, il brigua pour la première fois les suffrages des électeurs, le 24 mai 1869, comme candidat de l'opposition dans la 3e circonscription de la Haute-Garonne, mais échoua face au candidat bonapartiste. Brettes-Thurin, porté, le 8 février 1871, sur la liste conservatrice, fut élu représentant de la Haute-Garonne à l'Assemblée nationale. 
Il siégea à droite et s'inscrivit à la réunion des Réservoirs; il réclama, avec Belcastel, le changement d'Edmond de Guerle, qui venait d'être nommé préfet de son département, parce que celui-ci professait la religion protestante. 
Il vota : pour la paix, pour les prières publiques, pour l'abrogation des lois d'exil, pour le pouvoir constituant de l'Assemblée, pour la démission de Thiers au 24 mai, pour le septennat, pour l'état de siège et pour la loi des maires ; contre le retour du Parlement à Paris, contre le ministère de Broglie, contre la dissolution de l'Assemblée, contre l'amendement Wallon et contre l'ensemble des lois constitutionnelles. Il ne fit pas partie d'autres législatures.

## Source
- « Auguste de Brettes-Thurin », dans Adolphe Robert et Gaston Cougny, Dictionnaire des parlementaires français, Edgar Bourloton, 1889-1891 [détail de l’édition] [texte sur Sycomore]